# Genki Yamamoto
Genki Yamamoto (19 de noviembre de 1991) es un ciclista japonés, miembro del equipo Kinan Racing Team.

## Palmarés
2010 (como amateur)
- 1 etapa del Tour de Hokkaido

2013 (como amateur)
- 1 etapa del Tour de Hokkaido

2014
- 3.º en el Campeonato de Japón Contrarreloj
- 3.º en el Campeonato de Japón en Ruta

2018
- Campeonato de Japón en Ruta

2023
- 1 etapa del Tour de Kumano
- 3.º en el Campeonato de Japón en Ruta

2025
- 2.º en el Campeonato de Japón en Ruta

## Resultados en Grandes Vueltas
Durante su carrera deportiva ha conseguido los siguientes puestos en las Grandes Vueltas:
| Carrera | Carrera         | 2014 | 2015 | 2016  | 2017 | 2018 | 2019 | 2020 | 2021 | 2022 | 2023 | 2024 | 2025 |
| ------- | --------------- | ---- | ---- | ----- | ---- | ---- | ---- | ---- | ---- | ---- | ---- | ---- | ---- |
|         | Giro de Italia  | —    | —    | 151.º | —    | —    | —    | —    | —    | —    | —    | —    | —    |
|         | Tour de Francia | —    | —    | —     | —    | —    | —    | —    | —    | —    | —    | —    | —    |
|         | Vuelta a España | —    | —    | —     | —    | —    | —    | —    | —    | —    | —    | —    | —    |

—: no participa

Ab.: abandono